# رون جونز (كاتب)
رون جونز (بالإنجليزية: Ron Jones)‏ هو مدرس وكاتب أمريكي، ولد في 1941 في سان فرانسيسكو في الولايات المتحدة.

## وصلات خارجية
- رون جونز على موقع IMDb (الإنجليزية)
- رون جونز على موقع قاعدة بيانات الفيلم (الإنجليزية)